# Шоу, Брюстер Хопкинсон
Брю́стер Хо́пкинсон Шоу (англ. Brewster Hopkinson Shaw; род. 1945) — астронавт НАСА. Совершил три космических полёта: в качестве пилота на шаттле «Колумбия» — STS-9 (1983) и дважды в качестве командира экипажа на шаттле «Атлантис» — STS-61B (1985) и на шаттле «Колумбия» — STS-28 (1989), полковник ВВС США.

## Рождение и образование
Родился 16 мая 1945 года в городе Касс-Сити, штат Мичиган. В 1963 году окончил среднюю школу в Касс-сити. В 1968 году окончил Университет Висконсина в Мадисоне и получил степень бакалавра наук по теоретической механике. В 1969 году там же получил степень магистра наук по теоретической механике.

## Военная карьера
На службе в ВВС с 1969 года, прошел обучение в Школе подготовки офицеров и начальную лётную подготовку на базе ВВС Крэйг в Алабаме. В 1970 году стал военным лётчиком и получил назначение в часть подготовки пилотов F-100 на базе ВВС Лак в Аризоне. В марте 1971 года был назначен пилотом F-100 в 352-ю тактическую истребительную эскадрилью, базирующуюся на авиабазе Пхеньран во Вьетнаме, где служил до августа 1971 года. Участвовал в боевых действиях. Прошел переподготовку в США в части подготовки пилотов F-4 на базе ВВС Джордж в Калифорнии. После этого был направлен на службу в 25-ю тактическую истребительную эскадрилью, базирующуюся на базе Королевских ВВС Таиланда Убон, где служил до апреля 1973 года в качестве пилота F-4. В общей сложности выполнил 644 боевых вылетов (на F-4 и F-100). Вернувшись в США был направлен пилотом-инструктором в 20-ю тактическую истребительную учебную эскадрилью на базе ВВС Джордж в Калифорнии. С июля 1975 по июль 1976 года прошёл подготовку в Школе лётчиков-испытателей ВВС США на базе ВВС Эдвардс в Калифорнии. С августа 1976 по июль 1977 года служил лётчиком-испытателем в 6512-й испытательной эскадрильи на базе ВВС Эдвардс, а с августа 1977 года и до зачисления в отряд астронавтов НАСА был инструктором в Школе лётчиков-испытателей. Общий налёт составляет более 5 000 часов на 30 типах летательный аппаратов. Вышел в отставку в 1996 году в звании полковника ВВС.

## Космическая подготовка
16 января 1978 года зачислен в отряд астронавтов НАСА во время 8-го набора. Прошел курс общекосмической подготовки (ОКП) и в августе 1979 года был зачислен в Отдел астронавтов в качестве пилота. Входил в экипаж поддержки и был оператором связи с экипажем на этапе посадки во время полётов STS-3 и STS-4. Входил в комиссию по расследованию катастрофы шаттла «Челленджер» (STS-51L). Был координатором работ между Отделом астронавтов и Министерством обороны по вопросам полезной нагрузки военного назначения.

## Космические полёты
- Первый полёт — STS-9[3], шаттл «Колумбия». C 28 ноября по 8 декабря 1983 года в качестве пилота шаттла. Продолжительность полёта составила 10 суток 7 часов 48 минут[4].
- Второй полёт — STS-61B[5], шаттл «Атлантис». C 27 ноября по 3 декабря 1985 года в качестве командира экипажа шаттла. Продолжительность полёта составила 6 суток 21 час 6 минут[6].
- Третий полёт — STS-28[7], шаттл «Колумбия». C 8 по 13 августа 1989 года в качестве командира экипажа шаттла. Продолжительность полёта составила 5 суток 1 час 1 минуту[8].

Общая продолжительность полётов в космос — 22 дня 55 часов 5 минут. Ушёл из отряда астронавтов и из НАСА в 1996 году.

## После полётов
С октября 1989 года работал заместителем директора Отдела эксплуатации шаттлов, затем был заместителем руководителя программы Спейс шаттл, а затем стал директором Отдела эксплуатации шаттлов. С февраля по декабрь 1996 года работал в корпорации «Rockwell International». С декабря 1996 года работал директором Отдела основных программ в «Boeing Space and Defense Group», затем стал вице-президентом и руководителем программы создания системы электропитания для МКС в «Rocketdyne Propulsion and Power». Затем работал руководителем программы создания модулей и подсистем МКС. Работал вице-президентом и директором-распорядителем всей программы МКС в корпорации Boeing, осуществлял координацию действий субподрядчиков корпорации по вопросам МКС. Затем работал в той же должности, но уже в «NASA Systems Integrated Defense Systems». В мае 2003 года был назначен на должность главного операционного директора корпорации «United Space Alliance — USA». Летом 2003 года был назначен на должность главного операционного директора корпорации «United Space Al». В январе 2006 года был назначен вице-президентом и генеральным менеджером подразделения компании Boeing Company по системам, разрабатываемым для NASA (ныне — подразделение «Space Exploration»).

## Награды
Награждён: Медаль «За отличную службу» (США), Крест лётных заслуг (США), Медаль «За похвальную службу» (США), трижды — Медаль «За космический полёт» (1983, 1985 и 1989) и многие другие, в том числе за боевые вылеты во Вьетнаме, его имя внесено в Зал славы астронавтов.

## Личные данные
Жена — Кэтлин Энн Мюллер. Сын — Брюстер Хопкинсон 3-й (род. 06.08.1970), дочь — Джессика Холлис (род. 03.02.1975), сын — Брэндон Роберт (род. 15.08.1976, погиб в июле 1997).
Увлечения: полёты, бег, лыжи, плавание под парусом, охота и автотуризм.
Брюстер Хопкинсон Шоу является далёким потомком английского колониста Вильяма Брюстера с корабля Мейфлауэр.